# Syringodium filiforme
Syringodium filiforme là một loài thực vật có hoa trong họ Cymodoceaceae. Loài này được Kütz. miêu tả khoa học đầu tiên năm 1860.